# Чилингарян, Арман Смбатович
Арман Смбатович Чилингарян (арм. Արման Չիլինգարյան; 22 октября 1975, Ереван, Армянская ССР, СССР) — армянский режиссёр, сценарист и продюсер- член Союза Кинематографистов Армении, Союза Киноконфедераций стран СНГ и Балтии .

## Образование
- 1982-1992  средняя  школа  н.12 им.С.М.Кирова
- 1992-1997 Ереванский  Институт  Иностранных Языков  им .В.Я. Брюсова, лингво - обществоведческий факультет: немецкий язык и страноведение.
- 2007-2008  Высшие Курсы Сценаристов и Режиссеров (мастерская игрового кино В.И.Хотиненко)

## Преподавательская деятельность
- 2018  ПанАрмениан Медиа школа: курс режиссеров, сценаристов, продюсеров
- 2014  Ереванский Педагогический Университет  им. Хачатура Абовяна: операторский курс
- 2013  Главный режиссер ТВ канала АР
- 2005-2007 ТВ канал Еркир медиа: автор и ведущий передачи “Кинодемкер”  (Кинолица)
- 2002-2004 ТВ канал АР: автор и ведущий передачи “Элитар кино”  ( Элитарное кино)
- 1996-1997 Общественное радио Армении : автор и ведущий программы “Кто,Что,Где”.

## Публикации
“Беседа в Мастерской”: Кшиштоф Занусси. журнал “Виноград” 2007
“С любовью из окраины”: Борис Барнет. журнал “Киноведческие записки”  2016

## Фильмография
- 2010 «Марш — бросок» короткометражная игровая картина, Национальный Киноцентр Армении
- 2015 «А на седьмой день…»полнометражный художественный фильм
- 2021 Light Drops («Капли света») — полнометражный художественный фильм

## Награды
- Международный Кинофорум стран СНГ Грузии и Балтии 2010- лучший фильм форума, особое мнение критиков, лучший фильм программы дебютов[3]
- Международный Кинофестиваль в Вероне 2011-лучший режиссер[4]
- Национальная Киноакадемия Армении 2011-приз надежда[5]
- Tokyo Film Awards, приз «Лучшая драма» за фильм «Капли света»[6][7]